# Grant (Washington)
Grant az Amerikai Egyesült Államok északnyugati részén, Washington állam Mason megyéjében elhelyezkedő önkormányzat nélküli település.
Grant postahivatala 1901 és 1920 között működött. A település névadója Mary Grant postamester.

## Fordítás
- Ez a szócikk részben vagy egészben  a   Grant, Washington című angol Wikipédia-szócikk ezen változatának fordításán alapul.  Az eredeti cikk szerkesztőit annak laptörténete sorolja fel. Ez a jelzés csupán a megfogalmazás eredetét és a szerzői jogokat jelzi, nem szolgál a cikkben szereplő információk forrásmegjelöléseként.